# Gymnothorax thyrsoideus
La murena occhi bianchi (Gymnothorax thyrsoideus) è un pesce osseo marino appartenente alla famiglia Muraenidae, diffuso nelle barriere coralline dell'Oceano Pacifico.

## Descrizione

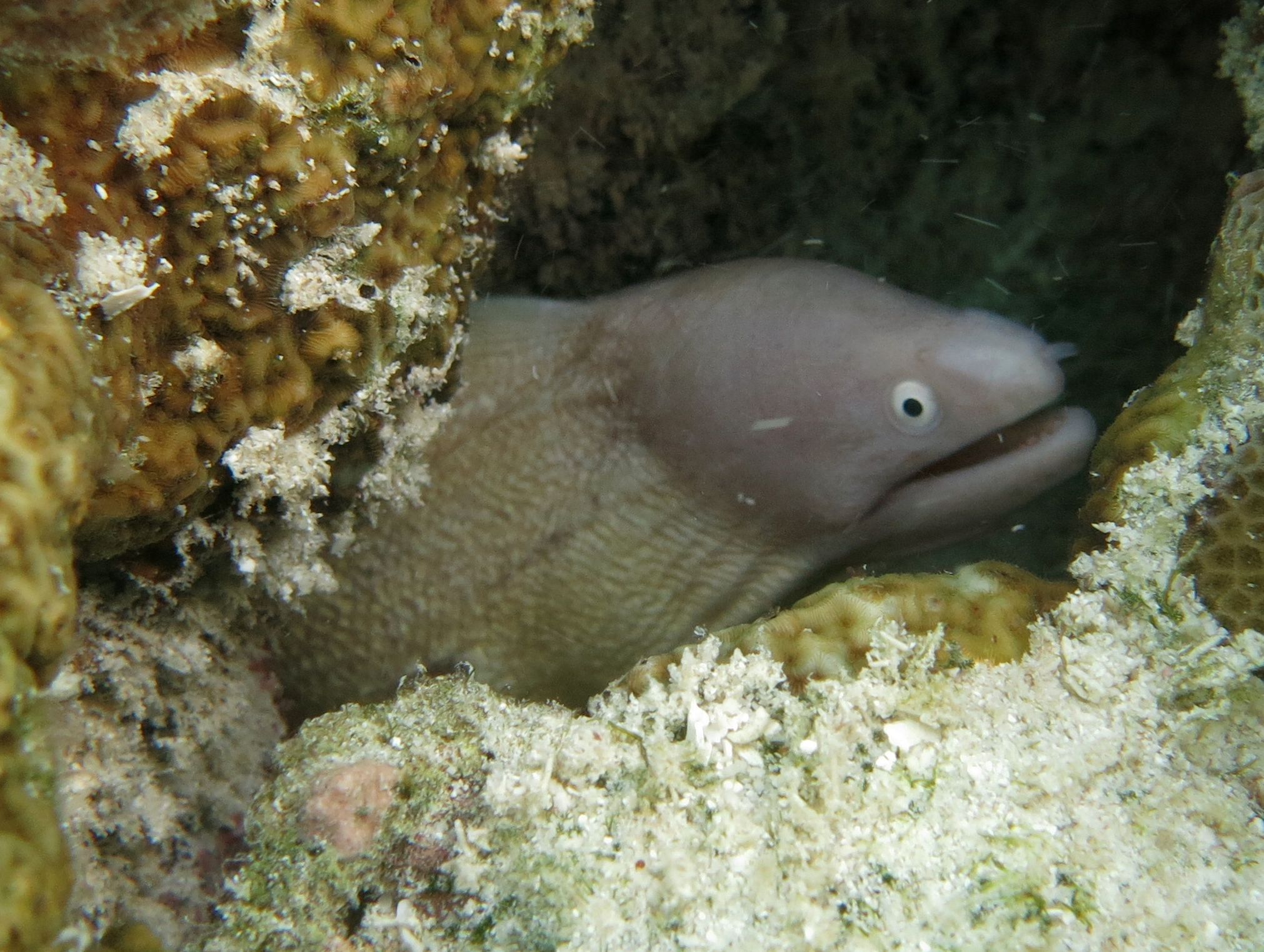
G. thyrsoideus con una livrea particolarmente chiara.

L'aspetto generale è quello comune alle murene. La colorazione è fondamentalmente violacea alla base con diversi puntini e sfumature gialle. Questa livrea può far confondere questa specie con la più grande G. flavimarginatus, ma oltre alle dimensioni la caratteristica che contraddistingue questa specie è il colore degli occhi, completamente bianco (ad eccezione delle piccole pupille nere). Alcune popolazioni hanno assunto una livrea grigiastra, molto chiara, quasi identica a quella di G. griseus, un'altra piccola murena dagli occhi bianchi con cui viene spesso confusa. Le due specie si distinguono, oltre che per la diversa distribuzione geografica, anche per la mancanza, in G. thyrsoideus, del disegno geometrico sul capo che contraddistingue G. griseus.
È una murena di piccole dimensioni, e raggiunge mediamente i 40 cm di lunghezza (al massimo fino a 60 cm).

## Biologia

### Comportamento
Può essere predata da cernie, squali del reef (come i pinna bianca e i pinna nera) o da murene più grosse. Al contrario di come molti pensano, nessuna specie di murena è velenosa, né tanto meno aggressiva: morde solo se seriamente disturbata. Il rischio è più alto solo quando viene offerto del cibo all'animale. Per questo, la pratica molto usata di cibare le murene in immersione con del pesce morto è sconsigliata: non avendo una vista eccezionale, le murene possono confondere la mano di un sub per un pesce offerto. G. thyrsoideus è quindi un pesce molto timido ed è quieto verso l'uomo; inoltre la credenza che sia velenosa non è fondata. L'unico rischio in caso di morso è che la ferita si infetti. Ma date le dimensioni di questa piccola murena, è davvero difficile che possa assestare un morso ad un essere umano, ed è ancor più difficile che questo possa provocarne delle conseguenze.

### Alimentazione
Basata su piccoli pesci, molluschi e crostacei. Come altre murene, G. thyrsoideus è dotata di una "mascella" aggiuntiva nell'esofago allo scopo di inghiottire al meglio prede voluminose (mascella faringea).